# Intégrale d'Euler
En mathématiques, on désigne par intégrales d'Euler ou intégrales eulériennes deux types d'intégrales:
1. L'intégrale d'Euler de première espèce aussi appelée fonction bêta : 
{\displaystyle \mathrm {\mathrm {B} } (x,y)=\int _{0}^{1}t^{x-1}(1-t)^{y-1}\,\mathrm {d} t={\frac {\Gamma (x)\Gamma (y)}{\Gamma (x+y)}}}
2. L'intégrale d'Euler de seconde espèce aussi appelée  fonction gamma[2]: 
{\displaystyle \Gamma (z)=\int _{0}^{\infty }t^{z-1}\,\mathrm {e} ^{-t}\,\mathrm {d} t}

Pour m et n entiers strictement positifs :
{\displaystyle \Gamma (n)=(n-1)!\,}
{\displaystyle \mathrm {\mathrm {B} } (n,m)={(n-1)!(m-1)! \over (n+m-1)!}={n+m \over nm{n+m \choose n}}}
L'intégrale d'Euler peut aussi désigner l'intégrale réelle
{\displaystyle I(a)=\int _{0}^{\frac {\pi }{2}}\ln(a\sin(x))\,\mathrm {d} x=\int _{0}^{\frac {\pi }{2}}\ln(a\cos(x))\,\mathrm {d} x={\frac {\pi }{2}}\ln \left({\frac {a}{2}}\right).}
Cette intégrale est liée aux fonctions de Clausen.

## Historique
Le nom d'intégrale eulérienne aurait été donné par Legendre à la fonction bêta, qu'il a étudiée avec Euler ; c'est ce dernier qui aurait établi la dernière égalité dans la définition donnée supra.